# جامعة فيتنبرغ
جامعة فيتنبرغ التي تم افتتاحها بين 1502 و1817، هي جامعة ألمانية برزت بشكل ملحوظ في وقت الإصلاح البروتستانتي.